# Josette Vidal
Josette Vidal Restifo (Caracas, 25 de marzo de 1993) es una actriz y modelo venezolana.

## Biografía

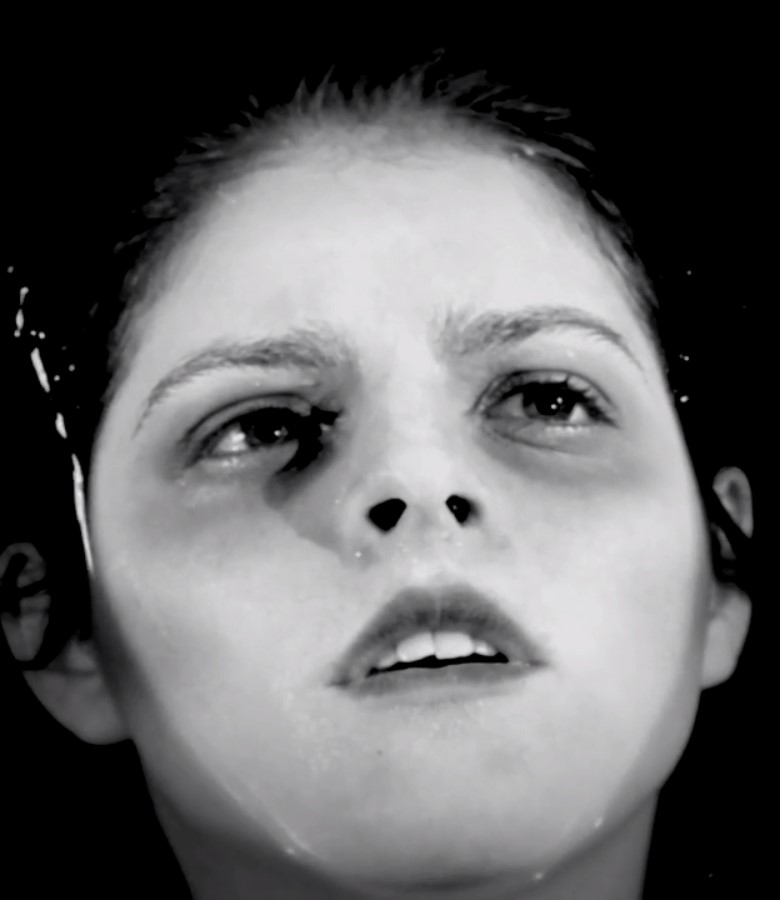
Josette Vidal en el cortometraje La Roca (2014).

Josette es una actriz venezolana hija de los actores venezolanos Javier Vidal y Julie Restifo hermana del también actor Jan Vidal que debutó como actriz de televisión en el dramático de Venevisión La viuda joven.
La joven, además de llevar en la sangre el talento, incursionó en el teatro a los trece años de edad, en el grupo Skena.
Su personaje en La viuda joven es Julie Castillo Humboldt, una adolescente rebelde de 16 años estudiante de bachillerato. Es hija adoptiva de Vanessa Humboldt (Aileen Celeste) y de Julio Castillo (Antonio Delli), pero hija biológica de Inmaculada Rojas (Mariangel Ruiz).
Protagonizó la novela Nacer contigo junto a Lasso para Televen.
También trabajó en la serie de Nickelodeon Toni, la chef como Sara Fuccinelli, y en Corazón traicionado (RCTV) de Martín Hahn.
Actualmente pertenece al elenco de La fan producida por Telemundo.

## Filmografía

### Telenovelas
| Año     | Título                                  | Rol                      |
| ------- | --------------------------------------- | ------------------------ |
| 2011    | La viuda joven                          | Julie Castillo Humboldt  |
| 2012    | Nacer contigo                           | Melibea Fuentes Cordero  |
| 2015    | Toni, la chef                           | Sara Fuccinelli          |
| 2018    | Corazón traicionado                     | Virginia Ramírez         |
| 2017    | La fan                                  | Miriam del Carmen Santos |
| 2017-18 | Sangre de mi tierra                     | Paloma Castañeda Paredes |
| 2020    | Súbete A Mi Moto: la historia de Menudo | Julieta Torres           |

### Películas
| Año  | Título        | Rol                 |
| ---- | ------------- | ------------------- |
| 2014 | Tres bellezas | Estefanía de Mónaco |

## Premios y nominaciones
| Año  | Premiación                  | Categoría        | Trabajos      | Resultado |
| ---- | --------------------------- | ---------------- | ------------- | --------- |
| 2015 | Kids Choice Awards México   | Villana Favorita | Toni, la chef | Ganadora  |
| 2015 | Kids Choice Awards Colombia | Villana Favorita | Toni, la chef | Ganadora  |